# Oedipina altura
Espèce
Statut de conservation UICN

 CR B1ab(iii) : 
En danger critique
Oedipina altura est une espèce d'urodèles de la famille des Plethodontidae.

## Répartition
Cette espèce est endémique du centre du Costa Rica. Elle se rencontre entre 2 286 et 2 320 m d'altitude dans le nord de la cordillère de Talamanca.

## Publication originale
- Brame, 1968 : Systematics and evolution of the mesoamerican salamander genus Oedipina. Journal of Herpetology, vol. 2, no 1/2, p. 1-64.